# Donje Psarjevo
Donje Psarjevo är en ort i Kroatien.   Den ligger i länet Zagrebs län, i den nordöstra delen av landet, 25 km nordost om huvudstaden Zagreb. Donje Psarjevo ligger 197 meter över havet och antalet invånare är 318.
Terrängen runt Donje Psarjevo är platt åt sydost, men åt nordväst är den kuperad. Runt Donje Psarjevo är det ganska tätbefolkat, med 90 invånare per kvadratkilometer. Närmaste större samhälle är Sesvete, 16,0 km sydväst om Donje Psarjevo. I omgivningarna runt Donje Psarjevo växer i huvudsak lövfällande lövskog.